# 奧庫鼠屬
奧庫鼠屬（学名：Lamottemys okuensis）为哺乳綱、囓齒目、鼠科的一屬哺乳动物。而與奧庫鼠屬（奧庫鼠）同科的動物尚有短吻蝠屬（短吻蝠）、草鼠屬（花草鼠）、卡莫鼠屬（卡莫鼠）、爪哇鼠屬（爪哇鼠）等之數種哺乳動物。

## 下属物种
本属包括以下物种：
- 奧庫鼠 Lamottemys okuensis F.Petter, 1986